# Tyromyces humeana
Tyromyces humeana är en svampart som först beskrevs av William Alphonso Murrill, och fick sitt nu gällande namn av J. Lowe 1975. Tyromyces humeana ingår i släktet Tyromyces och familjen Polyporaceae.   Inga underarter finns listade i Catalogue of Life.